# Iztacalco
Iztacalcoⓘ – jedna z szesnastu dzielnic Dystryktu Federalnego (miasta Meksyk). Położona w północno-wschodniej części Dystryktu Federalnego.